# Marcelo Sosa
Marcelo Fabián Sosa Farías (ur. 6 lutego 1978 w Montevideo) piłkarz urugwajski grający na pozycji defensywnego pomocnika.

## Kariera klubowa
Sosa pochodzi z Montevideo i jest wychowankiem tamtejszego klubu Danubio FC. W jego barwach zadebiutował w wieku 18 lat w lidze urugwajskiej. Przez pierwsze trzy sezony był zazwyczaj rezerwowym w zespole, ale już w trakcie sezonu 1999 wywalczył miejsce w wyjściowej jedenastce Danubio. Swój pierwszy tytuł wywalczył rok później, gdy sięgnął z Danubio po mistrzostwo fazy Apertura 2001. R Urugwaju i został także mistrzem fazy Clausura 2002. W Danubio spędził łącznie 8 lat i przez ten czas rozegrał 158 ligowych meczów i strzelił 17 bramek. Grał także w rozgrywkach Copa Libertadores.
Na początku 2004 roku Sosa przeszedł do rosyjskiego Spartaka Moskwa. W moskiewskim klubie spędził pół roku i już latem przeszedł do Atlético Madryt. W Primera División zadebiutował 12 września w wygranym 2:0 wyjazdowym spotkaniu z Albacete Balompie. W całym sezonie zagrał 28 razy i zajął ze swoim zespołem 11. miejsce w lidze. Na sezon 2005/2006 został wypożyczony do CA Osasuna, z którą zajął 4. miejsce w La Liga i występował w Pucharze UEFA.
Latem 2006 został piłkarzem jednego z najbardziej utytułowanych klubów argentyńskich, Club Atlético River Plate. W River Plate rozegrał jednak tylko 2 spotkania, a następnie na zasadzie wolnego transferu w styczniu 2007 odszedł do Club Nacional de Football z rodzinnego Montevideo. W latach 2008–2009 grał w meksykańskim Tecos UAG, a w latach 2009–2010 w CA Peñarol. W 2011 roku przeszedł do Racingu Montevideo.
| Sezon   | Klub                      | Kraj      | Rozgrywki                 | Mecze | Bramki |
| ------- | ------------------------- | --------- | ------------------------- | ----- | ------ |
| 1996    | Danubio FC                | Urugwaj   | Primera División Uruguaya | 4     | 0      |
| 1997    | Danubio FC                | Urugwaj   | Primera División Uruguaya | 14    | 0      |
| 1998    | Danubio FC                | Urugwaj   | Primera División Uruguaya | 1     | 0      |
| 1999    | Danubio FC                | Urugwaj   | Primera División Uruguaya | 18    | 1      |
| 2000    | Danubio FC                | Urugwaj   | Primera División Uruguaya | 26    | 5      |
| 2001    | Danubio FC                | Urugwaj   | Primera División Uruguaya | 28    | 1      |
| 2002    | Danubio FC                | Urugwaj   | Primera División Uruguaya | 35    | 6      |
| 2003    | Danubio FC                | Urugwaj   | Primera División Uruguaya | 32    | 4      |
| 2004    | Spartak Moskwa            | Rosja     | Priemjer-Liga             | 8     | 0      |
| 2004/05 | Atlético Madryt           | Hiszpania | Primera División          | 28    | 0      |
| 2005/06 | CA Osasuna                | Hiszpania | Primera División          | 11    | 0      |
| 2006/07 | Club Atlético River Plate | Argentyna | Primera División          | 11    | 0      |
| 2006/07 | Club Nacional de Football | Urugwaj   | Primera División Uruguaya | 11    | 1      |
| 2007/08 | Club Nacional de Football | Urugwaj   | Primera División Uruguaya | 11    | 0      |
| 2007/08 | Tecos UAG                 | Meksyk    | Primera División          | 14    | 0      |
| 2008/09 | Tecos UAG                 | Meksyk    | Primera División          | 21    | 0      |
| 2009/10 | CA Peñarol                | Urugwaj   | Primera División Uruguaya | 7     | 0      |
| 2010/11 | CA Peñarol                | Urugwaj   | Primera División Uruguaya | 13    | 2      |
| 2010/11 | Racing Montevideo         | Urugwaj   | Primera División Uruguaya |       |        |

## Kariera reprezentacyjna
W reprezentacji Urugwaju Sosa zadebiutował w 2002 roku. W 2004 roku został powołany na turniej Copa América 2004 w Peru. Tam był podstawowym zawodnikiem kadry i zajął z nią 3. miejsce. Zdobył też 1 gola, w półfinałowym meczu z Brazylią (1:1, k. 3:5). Ma za sobą także występy w kwalifikacjach do Mistrzostw Świata w Niemczech.